# アレックスキッド
アレックスキッド（Alex Kidd）は、セガのビデオゲームに登場するキャラクター。猿を擬人化したような姿を持つキャラクターで、『ファンタジーゾーン』の「オパオパ」と並び、ソニック・ザ・ヘッジホッグが登場するまでの1980年代にセガのマスコットキャラクターを担当していた。略称は「アレク」。フルネームは「アレックス・キッド・オサール」で、これは「オサール家の王子」を意味している。

## 設定
アリエス星という惑星に住んでおり、マウンテン山で「ブロッ拳」という奥義の鍛錬に励んでいた。好きなものはおにぎり（日本国外版ではハンバーガーに変更されている）。
アレックスキッドのデビュー作である『アレックスキッドのミラクルワールド』は、公式には「セガ・マークIIIにおいて『スーパーマリオブラザーズ』のように売れるアクションゲーム」として企画され、『ミラクルワールド』の左ボタンジャンプや、パンチによる攻撃（マリオはジャンプで上に攻撃するのに対し、アレクはパンチで横に攻撃）、乗り物、ボス戦のジャンケンなどはその一環として作られたものであるとされている。
セガ社員として当時から所属している小玉理恵子によると、日本では1990年代以降アレックスキッドは忘れられた存在になり、『セガガガ』（#ゲスト出演でも簡単に解説）で初めて存在を知ったファンも多かったという。ただし、後に小玉が関わったNintendo Switch版SEGA AGESでは『ミラクルワールド』が移植リリースされている。これはスタッフによると欧州圏や南米圏など、セガハードのシェアが確固たる地位にあった地域において「アレックスキッド」というキャラは現在でもソニックに劣らない知名度があり、ファンが数多くいるためにセガのレトロゲームを現行機種に移植リリースするといった海外展開を行う上では無視できないほどであるからだと述べられている。南米における人気の一例としては、テレビ東京系のバラエティ番組『YOUは何しに日本へ?』2020年6月29日放送回で、アルゼンチンに在住していたあるクリエイターがアレックスキッドを題材に膨大な小説を書いて来日、出版社に持ち込んで売り出すための前提としてセガ本社へ許可を貰うためアポイントメントなしで訪問を試みるなどの行状が放送されている。

## 登場するゲーム

### 『アレックスキッド』シリーズ
- 1986年11月1日発売  - アレックスキッドのミラクルワールド（セガ・マークIII）

シリーズ初にして現在でも最高峰との評が高い作品。欧米での評価は今日でも極めて高く、2017年から2019年に掛けてリリースされた複数の同人ゲームでも本作のシステムが踏襲されており、ファンの間では公式シリーズを越えた続編作品として受け入れられた経緯がある。
- 1986年12月稼働 - アレックスキッド・ウィズ・ステラ ザ・ロストスターズ（アーケード、セガ・システム16）

ミラクルワールドと同時期にアーケード部門のセガ第一研究開発部（後のセガ第1AM研究開発部）で開発されていた作品。「ウィズ・ステラ」のタイトルにもある通り、2P同時プレイが可能なことが最大の特徴で、1Pプレイヤーはアレク王子、2Pプレイヤーは長髪で黄色いリボンと青いトラックスーツを身に付けた女性キャラクターである「ステラ姫」を操作することになる。攻撃手段はパンチではなく、アイテムの取得により一定時間発射可能なショットによるもので、Hiro師匠作曲のBGMや二重スクロールするパステルカラー調の背景、インストラクションカードの可愛らしいキャラクターデザインなどで一定のギャルゲーファンの獲得に貢献した。パンチ攻撃やジャンケンの要素がなくなったものの、非常に難易度が高かったことから純然たるジャンプアクションとしてやり込み要素も十分にあったと評価されている。
2020年12月にセガトイズがリリースした家庭用ゲーム機・アストロシティミニに、後述する家庭用アレンジ移植版ではないオリジナル版の移植・収録が初めて実現した。
- 1987年11月15日発売 - BMXトライアル アレックスキッド（英語版）（セガ・マークIII）

パドルコントローラを必須とする作品で、アレックスキッドが登場し、ラダクシャンが舞台であること以外はミラクルワールドとの共通点が無い。セガは同時期にミラクルワールドのボードゲーム（後述）もリリースしており、「セガ自身は『ミラクルワールド』がなぜ大きな成功を収めたか」についての本質を正確に理解していなかったため、本作のようなシリーズの展開の迷走をうかがわせる作品が登場することになったとされている。
- 1988年3月10日発売 - アレックスキッド ザ・ロストスターズ（英語版）（セガ・マークIII）

1986年のアーケードの同名作品の移植作。マスターシステム初の音声合成を導入した作品として話題となったが、アーケード版が稼働していなかった欧米では、本作はミラクルワールドと比較してパンチ攻撃やジャンケンの要素がなくなったためにゲーム性が大幅に低下し、シリーズの評価を却って落としてしまったとも評されている。アーケード版が好評であった日本市場でも、本作はアーケード版の美麗なグラフィックが再現できず、2Pキャラのステラ姫が削除されてしまったことや、ショットが時間制限制から残弾制に、残機制がライフ制に変更されるなどゲーム自体の難易度が過度に低められてしまったことから移植作としての評価は高くなく、失敗作であったと認知されている。
- 1989年 - アレックスキッド ハイテクワールド（英語版）（日本国外版マスターシステム）

タイトルにある「ハイテクワールド」とは、本作でアレックスキッドが向かうゲームセンターの名前。日本では『あんみつ姫』としてリリースされた作品で、元々は原作漫画のプロットに沿って謎解きをしていくシステムであったため、欧米のファンは謎解きに苦労することになった。また、操作キャラクターのみを無理矢理アレックスキッドに置き換えたゲームデザインのため、唐突に日本人の両親が登場するなど、ミラクルワールドや後発の天空魔城との致命的な設定矛盾を抱え込むことになり、シリーズのファンを失望させたとの評価がある。
- 1989年2月10日発売  - アレックスキッド 天空魔城（メガドライブ）

パンチ攻撃やジャンケン（実際には野球拳である）の要素を復活させたが、癖のあるジャンプアクションやパンチ攻撃の当たり判定の厳しさなど、全体の操作性の悪さから良い評価は得られなかった。シリーズ中の失敗作であり、これを機に国内ではシリーズ後発作のリリースが途絶えた。ソニック・ザ・ヘッジホッグの登場はこの失敗によるアレックスキッドのセガのマスコットキャラとしてのブランド力低下が影響したという見方もある。
- 1990年 - アレックスキッドのシノビワールド（英語版）（日本国外版マスターシステム）

アレックスキッドの世界観にマークIII版『忍 -SHINOBI-』のゲームシステムを融合させたアクションゲーム。一部の音楽は『忍』のものがアレンジされて使われている。コンピュータ・アンド・ビデオゲーム誌や、セガ・プロ誌などで欧米のレビュアーから非常に高い評価が与えられていたが、セガは翌1991年のソニックの大成功を受けてアレックスキッドに見切りを付け、次回作の開発を行わない決定をしたとされている。
- 2021年6月23日発売  - アレックスキッドのミラクルワールドDX（Windows（Steam）、PlayStation 4、Nintendo Switch、Xbox One、Xbox Series X/S）

35年前に発表されたシリーズ初作品『アレックスキッドのミラクルワールド』を現代風にリメイクした作品。本作発表まで事実上シリーズ最終作であった『アレックスキッドのシノビワールド』から31年ぶりのシリーズ新作となる。

### ビデオゲーム以外
- 1987年 - アレックスキッド ゲーム ミラクルワールド大冒険（ボードゲーム）

### ゲスト出演
- 1986年9月発売 - アクションファイター（アーケード、セガ・システム16）

ロードのアイテムパネル。
- 1988年
  - 6月2日発売 - 剣聖伝（セガ・マスターシステム）
  - 日付不明 - ゲームでチェック!交通安全（セガ・マスターシステム）

アレックスキッドBMXトライアルのBGMモチーフ。
- 1989年
  - 7月発売 - フラッシュポイント（アーケード、セガ・システム16）
  - 9月発売 - 尾崎直道のスーパーマスターズ（メガドライブ）
- 1998年1月発売 - セガサターンで発見!!たまごっちパーク（セガサターン）

アレックスキッドをモチーフにしたたまごっち「あれくっち」が登場。
- 1999年 - シェンムー（ドリームキャスト）
- 2001年
  - 3月29日発売 - セガガガ（ドリームキャスト）

本作独自の設定として、「既にゲームキャラクターとしての一線を退いたゲーム販売店の店長」として登場。現実世界におけるアレクの境遇を揶揄したようにも取れるいささか自虐気味のバックストーリーがある。ゲーム中では主人公がある理由で特命プロジェクトから解任されてセガをクビになったところを色々あって店員として雇い入れる。落ち込む主人公に対して自信の境遇も交えながら叱咤激励し、再起を促す。
声は井上喜久子が担当。『ソニック&オールスターレーシング トランスフォームド』に登場した際も井上が担当している[18]。
  - 9月6日発売 - シェンムー II（ドリームキャスト）
- 2014年
  - 5月15日発売 - ソニック&オールスターレーシング トランスフォームド（PlayStation 3、Wii U）

隠しキャラクター。
  - 8月20日配信 - 3D サンダーブレード（ニンテンドー3DS）

エンディングクレジット画面に登場。
- 2015年11月12日発売 - PROJECT X ZONE 2:BRAVE NEW WORLD（ニンテンドー3DS）
- 2016年
  - 11月2日配信 - 3D パワードリフト（ニンテンドー3DS）

「スペシャルモード」でバギードライバーの一人として登場。
  - 12月22日発売 - セガ3D復刻アーカイブス3 FINAL STAGE（ニンテンドー3DS）

クレジット画面に登場。
- SEGA AGESシリーズ（Nintendo Switch版）

オープニングムービーにゲームを紹介するMC的役割で登場。同シリーズでは『アレックスキッドのミラクルワールド』もリリースされているが、この際はアレクが奥の画面を紹介し、そこに飛び込んでゲームが始まるという流れになる。
- 2020年10月6日発売 - ゲームギアミクロ

復刻系携帯ゲーム機。ゲーム自体は収録されていないが、このゲーム機がバッテリー切れを起こしそうになる時、いくつかある警告画面イラストの1つにアレクとステラが登場している。
- 日本未発売
  - Sega Superstars Tennis（ニンテンドーDS・Xbox 360・PlayStation 2・Wii・OS X）
  - ソニック&セガ オールスターズ レーシング（ニンテンドーDS・Xbox 360・PlayStation 3・Wii）

## その他
『ミラクルワールド』の企画設計に携わった林田浩太郎によると、同作は元々は漫画『ドラゴンボール』のゲーム化作品として開発がスタートしていたが、セガ本社が『ドラゴンボール』の版権取得に失敗したために、やむなくキャラクターデザインを全面的に変更してリリースに漕ぎ着けたという経緯があったことが証言されている。元々の企画では「主人公（孫悟空）は如意棒でザコ敵を攻撃し、ボス戦では悟空の最初期の必殺技であるジャン拳で決着を付ける」という設定であったという。